# Волынское кладбище
Волынское православное кладбище — место погребения христиан православного вероисповедания в северной части Заволжского района Твери.
Некрополь возник в междуречье Соминки и Тверцы в первой половине XVII века, и как многие кладбища русской провинции, после указа Сената 1772 году «О не хоронении умерших при приходских церквях, об отведении для того особого места за городом…», вызванного эпидемией чумы, и просуществовало в качестве действующего почти двести лет. Располагается на участке площадью 4 га, ограниченном:
- с севера — Храмом преподобного Серафима Саровского;
- с юга — воинским захоронением Советских воинов, павших в боях за освобождение Калинина;
- с востока — участком, прилегающим к Волынской улице;
- с запада — участком, прилегающим к улице Заречная.

## История
Археологические исследования на близко расположенных к кладбищу участках позволяют утверждать об освоении данной территории уже в XIV—XV вв. Объясняется это тем, что через неё пролегал древний ловчий путь. Территория слободы активно развивалась, и к XVI в. на ней насчитывалось несколько храмов, процветала торговля, появлялись плотницкие и бурлацкие артели. Однако события начала XVII в. оказали большое влияние на её дальнейшую судьбу. Некогда богатая слобода подверглась разорениям Смутного времени, была почти полностью сожжена и на полтора столетия выпала из истории Тверского края, пока при Екатерине II не была включена в регулярный план перестроенной Твери. В 1786 г. на месте сгоревшей церкви Николая Чудотворца была построена Благовещенская церковь, при которой и начало формироваться Волынское кладбище, представлявший собой достаточно большой погост, хорошо ухоженный и больше напоминавший собой парк.
В XVIII—XIX вв. на Волынском кладбище хоронили не только представителей знатных купеческих фамилий, таких как Блохины, Кафтановы, Москвины, но и представителей духовенства, чиновников и простых крестьян. Таким образом, Волынское кладбище являлось важным связующим культурным элементом для всех жителей Волынской слободы.

## После революции
Процессы, охватившие страну в начале XX в., отразились и на Волынском кладбище. В 1930—1950-е гг. оно использовалось для погребения репрессированных — люди свозились сюда из Калининского НКВД и расстреливались на месте. Эта информация, основанная на свидетельствах местных жителей и сотрудников УКГБ, была подтверждена во время строительства храма им. преподобного Серафима Саровского. При закладке фундамента на глубине 1,5-2 метра были найдены останки более семидесяти человек с пулевыми ранениями в затылок.
Время Великой Отечественной войны — также важная и печальная страница истории Волынского кладбища. Кладбище сильно пострадало от боев, ведущихся на территории города, от обстрелов и взрывов. В память о воинах-защитниках уже в 1941 г. после освобождения Калинина к кладбищу добавилась братская могила, в которой похоронены 1407 советских воинов, из которых 629 остаются неизвестными.
В середине 70-х годов XX в. часть из сохранившихся на территории кладбища дореволюционных каменных надгробий увозилась и использовалась в качестве насыпного материала при строительстве моста через Тверцу.
Кладбище сильно пострадало также в 1990-х гг. многие могилы были перекопаны, разрушены намогильные плиты.
Волынский погост когда-то был огорожен кованным забором с пиками, вход обрамляла литая бронзовая арка. Позже кладбищенский забор стал украшением городского сада. В центре кладбища существовала белокаменная часовня. Там ещё сохранились остатки её фундамента.

## Захоронения
На данном кладбище захоронено 29 почетных граждан дореволюционной Твери. Здесь покоятся останки купцов Светогоровых (Кондрат Светогоров был главой Твери), меценатов Арефьевых, Куровых, Блохиных. Орнамент белокаменных надгробий 18-19 веков, имеющихся на кладбище, представляет историческую и культурную ценность.
На современном месте памятника из красного гранита похоронены известные купцы XVIII-XIX вв. Шлыгины. Представители данного сословия в Твери обосновались достаточно давно. Родоначальником династии выступал Феодор Шлыгин – на Новоторжской улице у него был свой доходный дом. Сейчас это дом 4 по улице Новоторжской. А на улице Трехсвятской купец содержал гостиницу «Европа», входил в Тверскую городскую думу в качестве депутата и, кроме того, владел небольшим суконным заводом. Феодор был еще и меценатом: он открыл для бедных жителей Тверской губернии специальные портняжные курсы и курсы глаженья белья, тем самым помогая малоимущим зарабатывать на пропитание. Здесь же располагается саркофаг семьи Феодора: матери (Анны), сына (Симеона), его жены (Марфы), а так же родственников купца – состоятельной мещанки А.Н. Юрьевой и ее двенадцатилетнего сына.
Величественные белокаменные артефакты представляют собой элементы классического барокко. Это не просто куски старицкого известняка. Артефакты, выступая в качестве уникальных единиц историко-культурного наследия, позволяют нам судить о трехмерном мировоззрении тверичей того времени. Памятник в виде жертвенного камня позади высокой стелы можно разбить на несколько частей: в ногах – голова Адама (как символ грехопадения), по бокам – жизнеописание человеческого пути, а в западной части – голгофский крест со словами эпитафии.
- Центральный символ мемориала «Волынский некрополь»
- Памятный склеп семье Шлыгиных
- Орнамент жертвенника мещанки А.Н. Юрьевой
- Эстетика ручной работы по старицкому камню
- Элемент сохранившегося надгробия конца XVIII века
- Голова Адама
- Голгофский крест со словами эпитафии

Среди памятников встречаются как и безымянные надгробия, так и памятные плиты в честь известных тверских дворян родов Масловых и Назаровых, мещан Телицына П.Д. и Юдкиной Ф.С., купцов Экквиста Н.Г. и Тяжелова А.А., а так же установленные простым крестьянам, таким как Клименков Н.М, Садовников Ф.Д, Максимова А.А., Клинова Е.Е., бродяга Путевой.
Из сохранившихся могил 1940-х гг. можно отметить памятник Анатолию Панченко (1927—1943 гг.), — рано умершего сына одного из партийных руководителей, а также могилу Варвары Александровны Воронцовой, лечившей в войну раненных советских бойцов и за это почитаемую местными жителями, за её могилой ухаживают прихожане храма Серафима Саровского.
Здесь покоится прах Анатолия Николаевича Вершинского, историка, краеведа, основателя советской школы тверского исторического краеведения, работавшего в Калининском педагогическом институте. Профессор Вершинский занимался изучением родного края, со студентами выезжал в экспедиции.
В 1942 году Анатолий Николаевич Вершинский был включён в состав правительственной комиссии по расследованию злодеяний немцев на Калининской земле. Вместе со студентами в 1942—1943 годах Анатолий Николаевич собирал документы, материалы, свидетельские показания о зверствах фашистов в Калининском и Емельяновском районах. После огромной проделанной работы Вершинский опубликовал издание «Сборник материалов и документов о злодеяниях немцев в Калининской области». В августе 1944 года был похоронен недалеко от Соминки.
Здесь и могила Петра Фаддеевича Богомолова — инженера, автора проектов часовни во имя Иоанна Кронштадтского в Твери, под его руководством были спроектированы и построены: Тверецкий мост, Заволжская и городская бани, проведена реконструкция трамвая.
- Волынское кладбище в 2021 году
- Памятник А.Е. Нечаевой
- Памятник купцам Светогоровым
- Памятный склеп семье Блохиных
- Вид на аллею некрополя